# Louis Rousseau
Pour les articles homonymes, voir Rousseau.
Louis Jean Népomucène Marie Rousseau (1787-1856) fut un officier de marine français et vétéran des guerres napoléoniennes, un socialiste utopique, théoricien du catholicisme social et fondateur de la communauté de Keremma.

## Vie

### Saint-simonisme et fouriérisme
Louis Rousseau naît le 18 avril 1787 à Angerville ; il est fils d'un maître de poste. Il rejoint la marine à l'âge de 17 ans et participe à la campagne de Napoléon contre la Grande-Bretagne. En décembre 1805, il est capturé lors de la campagne de France à Saint-Domingue et passe huit ans comme prisonnier de guerre à Portsmouth. Il fait 22 tentatives d'évasion, toutes infructueuses. Il revient en France en 1814 et participe aux Cent Jours du retour de Napoléon. Louis Rousseau revient ensuite à Angerville et devient agriculteur et brasseur. En 1817, il épouse Emma Michau. Son entreprise va mal; en 1822 il la vend et déménage en Bretagne.
En 1823, il fonde la communauté de Keremma (c'est-à-dire « Ville d'Emma » en breton) près de Tréflez. Elle a été construite sur des terres prises à la mer grâce à un système de digues, et constamment menacée par les inondations. Rousseau a tenté de faire de Keremma une communauté socialiste modèle, inspirée des doctrines du saint-simonisme qu'il tient des pages de la revue Le Globe, éditée par Pierre Leroux. Il entre formellement chez les Saint-Simoniens en 1831 et devient chef de l'église Saint-Simonienne de Brest en 1831. Cependant, en 1832, lorsque l'école Saint-Simonienne se sépare après une querelle entre ses dirigeants, Prosper Enfantin et Saint-Amand Bazard, Rousseau quitte le mouvement. Il fut exposé aux doctrines de Charles Fourier par l'intermédiaire de Charles Pellarin, médecin de la marine qui avait été cofondateur de la communauté saint-simonienne de Brest, et qui s'était converti au fouriérisme. Rousseau rejoint les fouriéristes en 1832 et tente de réorganiser Keremma sur des principes fouriéristes, combinant agriculture et fabrication. Il a écrit quelques pièces pour le journal Le Phalanstère de Victor Considerant.

### Socialisme chrétien
En 1834, Rousseau retourne à l'Église catholique, sans toutefois abandonner son socialisme (purifié de l'immoralité). Il a trouvé ses idées sociales renforcées par les évangiles. Il est associé au cercle de l'abbé Gerbet et contribue à la revue L'Université Catholique, fondée en 1836. Rousseau a également produit un livre exposant son catholicisme social, Croisade du dixneufième Siècle. Il a réorganisé Keremma en une communauté agricole chrétienne, centrée sur la paroisse. Il envisageait de faire de Keremma le noyau d'une « tribu chrétienne ». À cette fin, il fonda un orphelinat et une école, où les enfants étaient élevés dans l'esprit du socialisme catholique de Rousseau. Plus tard, l'école a été ouverte aux enfants avec leurs parents. En 1849, il fonde Sainte-Enfance-de-Marie, une école pour filles pauvres. C'était le précurseur de l'école catholique de Marie-Immaculée de Saint-Méen. Alors que l'Église catholique était généralement hostile à la Révolution de 1848, craignant une reprise de l'anticléricalisme de la Révolution française, Rousseau était de ceux qui soutenaient que le catholicisme était compatible avec la démocratie et le progrès social. Il se présenta comme candidat à l'Assemblée nationale de la Seconde République en mars 1848, mais ne fut pas élu, à la différence de son fils cadet Armand Rousseau élu député du Finistère en 1871 puis 1881. Rousseau est mort à Keremma, le 24 septembre 1856. La communauté de Keremma existe toujours et prospère, même si elle ne fonctionne plus comme une communauté fouriériste. Les descendants de Rousseau et Michau y vivent toujours. Rousseau est considéré comme un précurseur du socialisme chrétien moderne.

## Travaux
- 1832 : « Profession de Foi de Louis Rousseau ». Le Globe, 19 avril 1832
- 1834 : « Association Catholique des Devoirs de l'Homme ». Le Phalanstère
- 1840-42 : Cours d'Économie Sociale, extraits de l'Université Catholique
- 1841 : Croisade du dix-neufième Siècle : Appel à l'Effet de Reconstituer la Science Sociale sur une Base Chrétienne, suivi par l'Exposition Critique des Théories Phalanstériënnes
- 1848 : La Clé de la Science : Études Sociales adressées au Futur modérateur de la République Française
- 1850 : « Des propriétés de la ligne droite en politique ». L'Océan, 30 novembre et 6 décembre